# Neomochtherus genitalis
Neomochtherus genitalis là một loài ruồi trong họ Asilidae. Neomochtherus genitalis được Parui & Kaur & Kapoor miêu tả năm 1994. Loài này phân bố ở miền Ấn Độ - Mã Lai.